# Blauwe chalcedoon

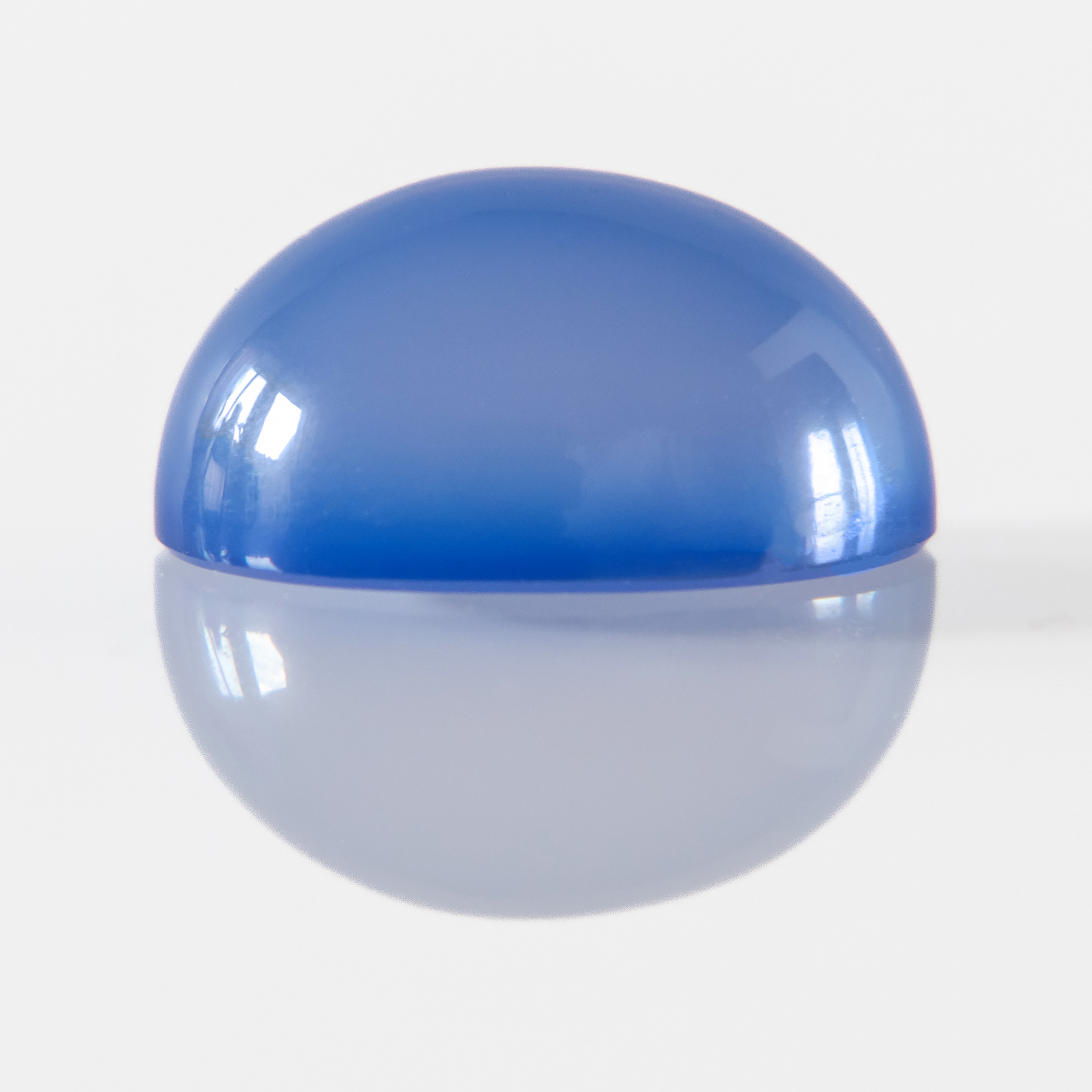
Blauwe chalcedoon

Blauwe chalcedoon is een doorzichtig tot doorschijnende variant van agaat in de kleur bleekblauw met witte of donkerblauwe lijnen en is in chemische structuur identiek aan jaspis, vuursteen en hoornkiezel. Al deze mineralen zijn variëteiten van kwarts.

## Toepassing
De stenen worden gepolijst of geslepen gebruikt voor in sieraden of als talisman. De belangrijkste vindplaatsen van blauwe chalcedoon zijn India, Marokko, de Verenigde Staten, Afrika en Brazilië
Binnen de esoterie wordt van blauwe chalcedoon beweerd dat de steen zorgt dat het geluid bevorderd wordt. Ook worden er een aantal geneeskrachtige werkingen aan blauwe chalcedoon toegekend, zoals het verminderen van keelklachten, het bevorderen van expressie, en neutralisatie van infecties.